# Гриббин, Джон
Джон Гриббин (John R. Gribbin; род. 19 марта 1946, Мейдстон, Великобритания) — британский писатель и популяризатор науки, космолог.
Автор почти ста научно-популярных книг, включая бестселлер «В поисках кота Шрёдингера» (1984), а также восьми научно-фантастических романов. Многие его работы созданы им в соавторстве со своей супругой Мэри Гриббин.
Отмечен рядом наград, в частности Lifetime Achievement Prize от Всемирной конференции научных журналистов (WCSJ) в 2009 году.
Доктор философии, член Королевского литературного общества (2000) и Королевского общества искусств, а также Королевского астрономического общества.

## Биография
Изучал физику в Сассекском университете и получил там степень магистра астрономии.
Получил степень доктора философии по астрофизике в Кембридже (под началом Фреда Хойла), где занимался для этого в Институте астрономии. Работал в журналах Nature и New Scientist, а затем на протяжении трёх лет — в Сассекском университете, после чего сосредоточился на писательской деятельности. Ныне является приглашённым фелло по астрономии Сассекского университета, принимал участие в исследованиях по измерению возраста Вселенной. Работал на радио, в частности для Би-би-си, и на телевидении, в частности для программ Открытого университета и Discovery Channel. Член Королевского метеорологического общества.
Среди его известных книг также The First Chimpanzee, In Search of the Big Bang, In the Beginning, In Search of the Edge of Time, In Search of the Double Helix, The Stuff of the Universe (в соавторстве с Мартином Рисом), Stephen Hawking: A Life in Science и Einstein: A Life in Science (обе последние — в соавторстве с Michael White (author)).